# Филип Филипов (лекар)
Вижте пояснителната страница за други личности с името Филип Филипов.
Проф. Филип Филипов е български лекар, основоположник на неврохирургията в страната.

## Биография
Той е роден през 1908 година в София.
Проф. Филипов специализирал в Дрезден, Лайпциг и Берлин. Започнал да работи (1932) в Университетската хирургична клиника на проф. Александър Станишев като негов асистент. През 1942 г. основава в Александровска болница първото неврохирургично отделение в България. Основава първата Катедра по неврохирургия (1952 г., към ИСУЛ).
Пръв професор по неврохирургия в България (1958 г.) 
Умира през 1987 година.